# 香港航空
香港航空（ホンコンこうくう、英: HONG KONG AIRLINES）は、海南航空が設立した香港に拠点を置く航空会社である。

## 歴史

### 創業（2001-2006）

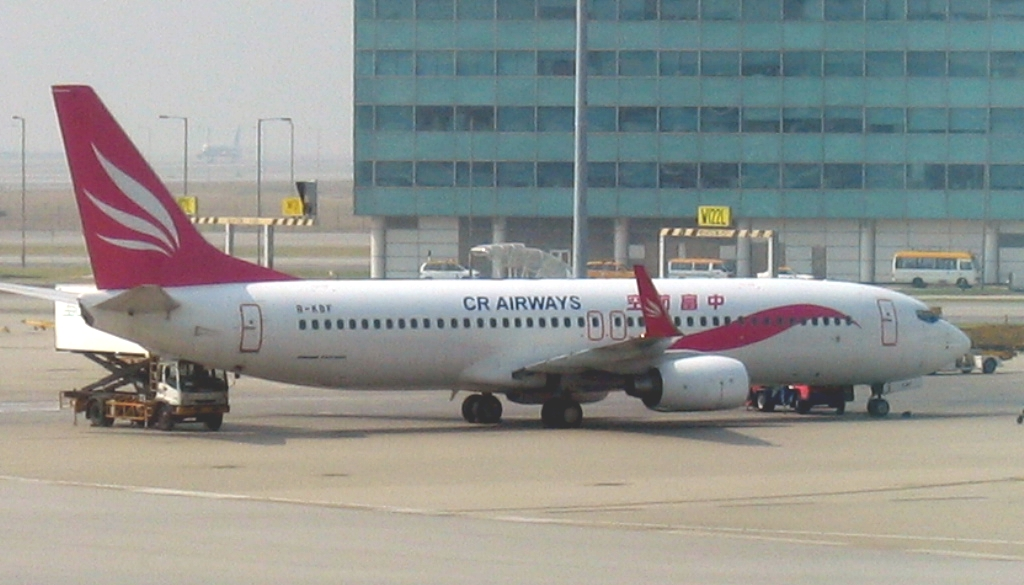
中富航空時代の機体

2001年3月28日、創業。2002年に香港民間航空局(CAD)から航空運航者証明書(AOC)を授与された。当時の会社名は中富航空で、最初の航空機はシコルスキーS-76C+ヘリコプター。2003年7月5日にフィリピンのラオアグ島への旅客チャーター便を開始し、GEキャピタル・アビエーション・サービスからボンバルディアCRJ200をリースした。2005年4月、香港航空運送免許局(ATLA)より、中国への旅客、貨物、郵便物の輸送の5年間の免許を取得した。その後、7月には、デンマークの航空会社であるマースクエアからボンバルディアCRJ700を2機購入すると発表した。年末には、ボーイング787型機10機とボーイング737-800型機30機を32億8,000万米ドルで購入する覚書を締結した。

### 買収と規模拡大（2006-2019）
2006年、海南航空に買収され、香港航空に改名した。2006～2021年、実質的所有者は海南省国有資産委員会であった。なお、かつて1947年～1959年に存在した香港航空(Hong Kong Airways)とは、全くの別会社となる。2006年11月28日に就航式典を行い、また、香港のシンボルであるバウヒニアの花を表す新しいロゴも導入した。
2007年6月21日、エアバス社に推定56億米ドルで51機を発注した。2007年5月27日に、IATAコードがN8からHXに変更された。2011年にはスカイトラックス社から4つ星の評価を受けた。
2017年4月、香港における航空貨物事業を行う、子会社の香港エアカーゴを設立した。6月、スカイトラックスは香港航空を2位のリージョナルエアライン、24位の国際航空会社にランク付けした。8月、アトラス航空は、ボーイング747-400型機を3機、香港エアカーゴに就航させたと発表した。
2017年9月、香港航空は最初のエアバスA350-900を受領し、まもなくバンコク(BKK)線で就航を開始した。また、HKIAミッドフィールドコンコースに「Club Autus」VIPラウンジを開設した。2017年12月18日にはロサンゼルスへの直行便の運航を開始し、その3カ月後にはサンフランシスコへの直行便の運航を開始した。2017年12月、コーポレートスローガンを「Fresh + very Hong Kong」から「Where Hong Kong Begins」に変更した。

### 経営難と規模縮小（2019-21）
会社の事業の急拡大は会社の経営に悪影響を与えており、2019年3月、香港航空は保有旅客機を38機から28機に削減し、バンクーバー、サンフランシスコ、ロサンゼルス線などを含む国際線の一部でサービスを減らすと発表した。また、採算性の悪い長距離路線を縮小し、より収益性の高いアジアの目的地を優先する方針を打ち出し、オーストラリアのゴールドコーストとケアンズへのフライトを2018年10月から運休し、ニュージーランドのオークランド線は2019年5月22日で運休した。 さらに、2019年9月に福州線を運休し、サンフランシスコ線は就航から2年も経たない2019年10月に運休した。なお、同時期に海口、杭州、札幌/新千歳への3つの短距離便を増便している。
2019年11月までに、米中貿易戦争と2019年から2020年の香港の抗議行動により、深刻な財政難に直面していた。そのため、2020年2月から残りの長距離路線(ロサンゼルスとバンクーバー)を終了し、地域航空会社になると発表した。また、コスト削減のため、2019年12月1日から機内エンターテイメントシステムを終了することも発表した。2019年12月2日には、香港政府の航空輸送免許局（ATLA）は香港航空の経営が極度に悪化しているとして、財務状況を改善できない場合、同月7日までに航空免許の取り消しを含む新たな処分を決めると発表した。香港航空は資金注入計画をまとめ、支給が遅れていた一部従業員の給与を5日に支払うと発表した。同月17日、香港当局は支払いの遅延への対応規則に従い香港航空が保有する航空機7機を差し押さえたと発表した。香港国際空港への着陸料などの空港使用料金が未払いになっていると見られており、香港航空が60日以内に支払いを行わない場合は機体が売却される可能性があると報じられている。
2019年12月香港の民間航空局（CAD）は、香港航空の航空運送事業許可に対し、さらなる措置を講じないとし、運航停止は回避された。親会社の海航集団から資金を調達したとみられている。
2021年債務再編に伴い、民営化された。実質的支配者が海南省国有資産委員会から遼寧方大グループ（2021-）へ移転する。

### 経営規模再拡大（2021-）
- 2022年6月香港～バンコク、香港～マニラの運航を再開。[32]
- 2022年、台北/桃園、ソウル/仁川、ハノイの運航も再開。[33]
- 2022年11月8日、香港〜北京/首都線の運航を再開。杭州、南京、上海/浦東の運航も再開した。[34]
- 2023年4月7日より福岡～香港を新規就航、5月10日より沖縄～香港を1日2便に増便。[35][36]
- 2023年4月17日より、香港～デンパサール（インドネシア・バリ）が就航。
- 2025年1月17日からオーストラリアのゴールドコーストとカナダのバンクーバーへの路線を再開し、長距離便を再開する。

## 日本への運航路線

### 日本への運航路線
| 便名      | 路線 | 路線        | 機材 | コード シェア |
| --------- | ---- | ----------- | --- | ------------- |
| HX604/605 | 香港 | 東京/成田   | 以下の機材が充当されている。 日によって別機材が充当されることも多い。 - エアバスA320 - エアバスA321 - エアバスA330-300 |               |
| HX606/607 | 香港 | 東京/成田   | 以下の機材が充当されている。 日によって別機材が充当されることも多い。 - エアバスA320 - エアバスA321 - エアバスA330-300 |               |
| HX608/609 | 香港 | 東京/成田   | 以下の機材が充当されている。 日によって別機材が充当されることも多い。 - エアバスA320 - エアバスA321 - エアバスA330-300 | TK            |
| HX630/631 | 香港 | 東京/成田   | 以下の機材が充当されている。 日によって別機材が充当されることも多い。 - エアバスA320 - エアバスA321 - エアバスA330-300 | TK            |
| HX634/635 | 香港 | 東京/成田   | 以下の機材が充当されている。 日によって別機材が充当されることも多い。 - エアバスA320 - エアバスA321 - エアバスA330-300 |               |
| HX612/613 | 香港 | 大阪/関西   | 以下の機材が充当されている。 日によって別機材が充当されることも多い。 - エアバスA320 - エアバスA321 - エアバスA330-300 | TK            |
| HX614/615 | 香港 | 大阪/関西   | 以下の機材が充当されている。 日によって別機材が充当されることも多い。 - エアバスA320 - エアバスA321 - エアバスA330-300 | TK            |
| HX616/617 | 香港 | 大阪/関西   | 以下の機材が充当されている。 日によって別機材が充当されることも多い。 - エアバスA320 - エアバスA321 - エアバスA330-300 | TK            |
| HX618/619 | 香港 | 大阪/関西   | 以下の機材が充当されている。 日によって別機材が充当されることも多い。 - エアバスA320 - エアバスA321 - エアバスA330-300 | TK            |
| HX690/691 | 香港 | 札幌/新千歳 | - エアバスA320 - エアバスA330-300                                                                                      |               |
| HX638/639 | 香港 | 福岡        | エアバスA320 |               |
| HX640/641 | 香港 | 福岡        | エアバスA330-300 |               |
| HX658/659 | 香港 | 那覇        | - エアバスA320 - エアバスA321                                                                                          |               |
| HX676/679 | 香港 | 那覇        | - エアバスA320 - エアバスA321 - エアバスA330-300                                                                       |               |
| HX584/585 | 香港 | 仙台        | エアバスA320 |               |
| HX686/687 | 香港 | 熊本        | エアバスA320 |               |
| HX670/671 | 香港 | 鹿児島      | エアバスA320 |               |

コードシェア
- TK-ターキッシュエアラインズ

### 日本との歴史
- 那覇線を運行開始。
- 2010年10月、成田-香港線に就航。
- 2013年1月10日から、成田-香港線を運休。
- 2014年3月30日から、鹿児島-香港線を就航[37]。
- 2014年12月19日より、新千歳-香港線に就航を開始[38]。
- 2015年3月28日、宮崎-香港線に就航[39]。
- 2015年12月14日から、熊本-香港線を週2便で就航[40]。
- 2016年3月28日から、岡山-香港線に就航[41]。
- 2016年4月、熊本地震の影響で、熊本-香港線を運休[42]。
- 2016年7月、成田-香港線を再開[43]。
- 2016年7月15日から、関西への乗り入れを開始。
- 2018年10月28日より、宮崎-香港線を運休[44]。
- 2019年10月、新潟-香港線を季節限定で就航。
- 2020年11月13日より、新型コロナウィルスの影響で運休していた成田-香港線の運航を再開[45]。
- 2021年1月2日より、関西-香港線の運航も再開[46]。
- 2022年1月2日から、札幌/新千歳・沖縄/那覇-香港線を週3往復で再開。
- 2023年6月2日より、成田-香港線が増便され、トリプルデイリーに[47]。
- 2023年7月8日より、名古屋-香港線に新規就航[48]。
- 2023年7月18日～8月20日、香港-米子のチャーター便を運航[49]。
- 2023年12月2日より、香港-熊本線の運航を再開[50]
- 2023年12月18日より、香港-米子線が季節運航、香港-函館が季節運航で就航[51]。
- 2024年3月31日より、香港-鹿児島線が就航[52]。
- 2024年12月18日より、香港-仙台線が就航[53]。
- 2025年7月から8月にかけ、香港-鹿児島線の運航を休止[54]。
- 2025年7月6日をもって、香港-名古屋/中部線を運休

## 就航都市
| 香港航空 就航都市（2025年5月時点） | 香港航空 就航都市（2025年5月時点） | 香港航空 就航都市（2025年5月時点） | 香港航空 就航都市（2025年5月時点） |
| 国                                 | 都市                               | 空港                               | 備考                               |
| ---------------------------------- | ---------------------------------- | ---------------------------------- | ---------------------------------- |
| 香港                               | 香港                               | 香港国際空港                       | ハブ空港                           |
| 日本                               | 東京                               | 成田国際空港                       |                                    |
| 日本                               | 大阪                               | 関西国際空港                       |                                    |
| 日本                               | 名古屋                             | 中部国際空港                       | 運休中                             |
| 日本                               | 札幌                               | 新千歳空港                         |                                    |
| 日本                               | 福岡                               | 福岡空港                           |                                    |
| 日本                               | 仙台                               | 仙台空港                           | 運休中                             |
| 日本                               | 熊本                               | 熊本空港                           | 運休中                             |
| 日本                               | 鹿児島                             | 鹿児島空港                         | 運休中                             |
| 日本                               | 沖縄                               | 那覇空港                           |                                    |
| 中国                               | 北京                               | 北京首都国際空港                   |                                    |
| 中国                               | 北京                               | 北京大興国際空港                   |                                    |
| 中国                               | 上海                               | 上海浦東国際空港                   |                                    |
| 中国                               | 上海                               | 上海虹橋国際空港                   |                                    |
| 中国                               | 海口                               | 海口美蘭国際空港                   |                                    |
| 中国                               | 三亜                               | 三亜鳳凰国際空港                   |                                    |
| 中国                               | 重慶                               | 重慶江北国際空港                   |                                    |
| 中国                               | 杭州                               | 杭州蕭山国際空港                   |                                    |
| 中国                               | 南京                               | 南京禄口国際空港                   |                                    |
| 中国                               | 成都                               | 成都天府国際空港                   |                                    |
| 中国                               | フルンボイル                       | フルンボイル・ハイラル空港         |                                    |
| 中国                               | 敦煌                               | 敦煌空港                           |                                    |
| 中国                               | 西寧                               | 西寧曹家堡空港                     |                                    |
| 中国                               | 西安                               | 西安咸陽国際空港                   | [ 55 ]                             |
| 台湾                               | 台北                               | 台湾桃園国際空港                   |                                    |
| 韓国                               | ソウル                             | 仁川国際空港                       |                                    |
| タイ                               | バンコク                           | スワンナプーム国際空港             |                                    |
| タイ                               | プーケット                         | プーケット国際空港                 |                                    |
| インドネシア                       | デンパサール                       | ングラ・ライ国際空港               |                                    |
| ベトナム                           | ダナン                             | ダナン国際空港                     |                                    |
| モルディブ                         | マレ                               | マレ国際空港                       |                                    |
| ラオス                             | ヴィエンチャン                     | ワットタイ国際空港                 |                                    |
| アメリカ合衆国                     | サイパン                           | サイパン国際空港                   |                                    |
| カナダ                             | バンクーバー                       | バンクーバー国際空港               |                                    |
| パラオ                             | パラオ                             | ロマン・トメトゥチェル国際空港     |                                    |
| オーストラリア                     | シドニー                           | シドニー国際空港                   |                                    |
| オーストラリア                     | メルボルン                         | メルボルン空港                     | 2025年12月12日より運航開始予定     |

上記のほか、現在インターライン87社とコードシェア15社と提携している。

## 保有機材

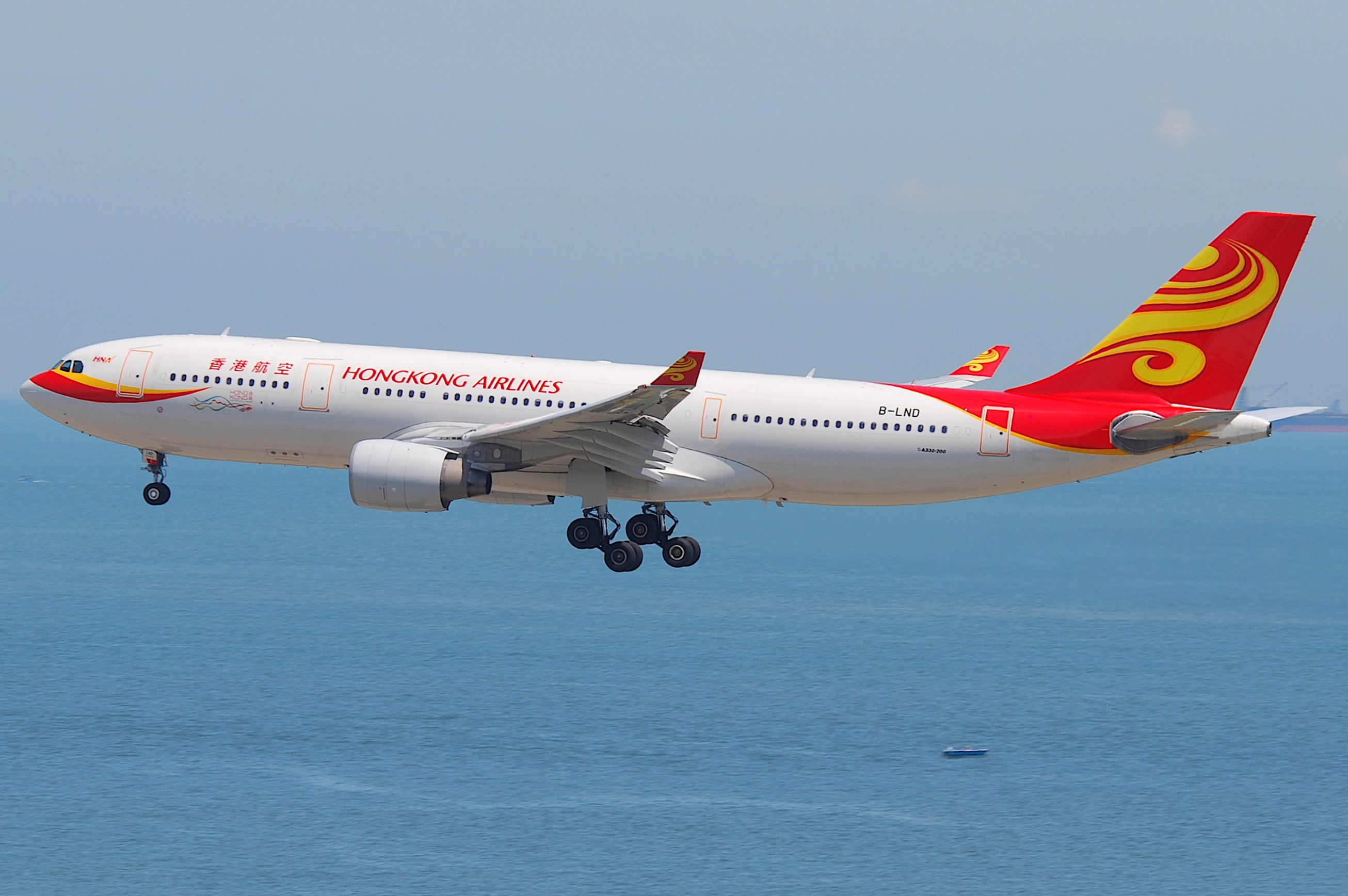
エアバスA330-200

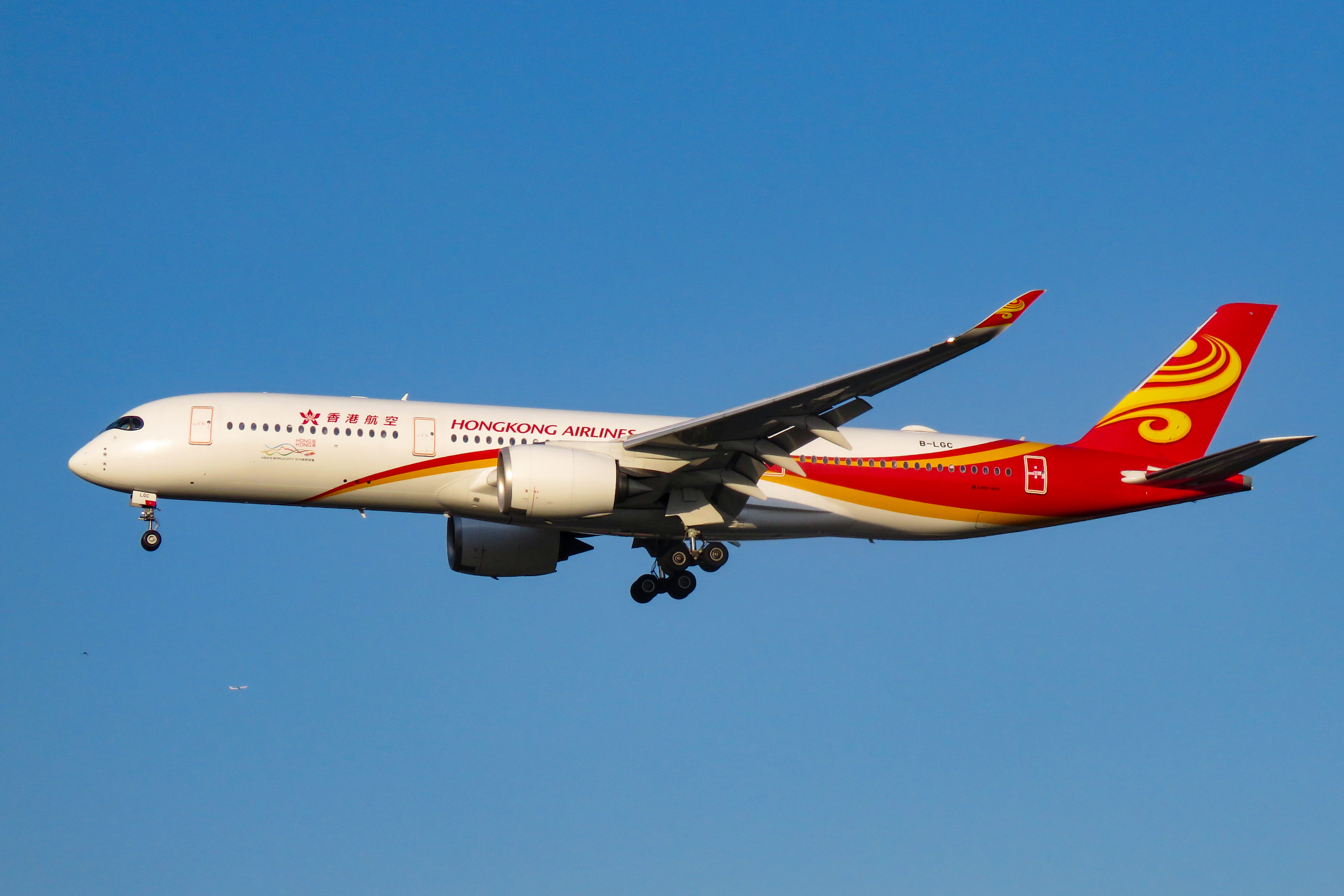
エアバスA350-900

親会社の海南航空の塗装をベースとし、胴体に「香港航空 HONG KONG AIRLINES」というロゴを入れている。2019年：
なお、2017年から8機が導入されたエアバスA350-900型機は、同社の経営難（上記の概要を参照）により売却され、2024年現在はタイ国際航空及びフィジー・エアウェイズにより運用されている。
また、2024年より同社初となるエアバスA321-200型機（中古機）をリース導入した。
- エアバスA320-200型機 16機
- エアバスA321-200型機 3機
- エアバスA330-300型機 10機

| 機種名           | 登録番号 | コンフィグ | 受領     |
| ---------------- | -------- | ---------- | -------- |
| エアバスA320-200 | B-LPC    | Y174       | May 2012 |
| エアバスA320-200 | B-LPD    | Y174       | Jun 2012 |
| エアバスA320-200 | B-LPI    | C8Y144     | Jan 2013 |
| エアバスA320-200 | B-LPJ    | C8Y144     | Mar 2013 |
| エアバスA320-200 | B-LPK    | C8Y144     | Mar 2013 |
| エアバスA320-200 | B-LPL    | Y174       | Mar 2014 |
| エアバスA320-200 | B-LPM    | Y174       | Sep 2014 |
| エアバスA320-200 | B-LPN    | Y174       | Apr 2015 |
| エアバスA320-200 | B-LPO    | Y174       | Dec 2015 |
| エアバスA320-200 | B-LPP    | Y174       | Apr 2016 |
| エアバスA320-200 | B-LPQ    | Y174       | Apr 2016 |
| エアバスA321-200 | B-LPR    | Y220       | May 2024 |
| エアバスA321-200 | B-LPW    | Y220       | Dec 2024 |
| エアバスA321-200 | B-LPX    | Y220       | Dec 2024 |
| エアバスA330-300 | B-LNO    | C32Y260    | Feb 2013 |
| エアバスA330-300 | B-LNP    | C32Y260    | Mar 2013 |
| エアバスA330-300 | B-LNQ    | C32Y260    | Nov 2015 |
| エアバスA330-300 | B-LNR    | C30Y255    | Jul 2016 |

香港貨運航空の機材
| 機種              | 登録番号 | コンフィグ | Delivered |
| ----------------- | -------- | ---------- | --------- |
| エアバスA330-200F | B-LNV    | 貨物       | Dec 2017  |
| エアバスA330-200F | B-LNW    | 貨物       | Mar 2017  |
| エアバスA330-200F | B-LNX    | 貨物       | Nov 2017  |
| エアバスA330-200F | B-LNY    | 貨物       | Oct 2016  |
| エアバスA330-200F | B-LNZ    | 貨物       | Sep 2010  |

### 退役機材

#### 旅客機
- エアバスA320-200 5機
- エアバスA330-200 11機
- エアバスA330-300 6機
- エアバスA350-900 8機
- ボーイング737-800 12機
- ボンバルディア CRJ-200 2機
- ボンバルディア CRJ-700 1機

#### 貨物機
- ボーイング737-300SF 3機

## サービス
2011年以来、スカイトラックス社より4つ星として認定されている。定時運航率の高さにも定評がある（2017年の定時運航率は88.83%を記録し、世界2位）。

### マイレージプログラム
マイレージプログラムとして、金鵬倶楽部Fortune Wings Club (FWC)がある。

#### FWC提携航空会社
- 海南航空
- 大新華航空
- 天津航空
- 雲南祥鵬航空（Lucky Air）
- 首都航空
- 福州航空
- 金鵬航空(Suparna Airlines)
- 北部湾航空(Guangxi Beibu Gulf Airlines)
- 烏魯木斉航空

#### パートナーエアラインズ
- エディハド航空
- ヴァージンオーストラリア
- TAP Air Portugal
- アラスカエアラインズ

### ラウンジ
VIPラウンジ「Club Autus」が香港空港のT1で再開した。利用はビジネスクラス利用客限定である。